# Wipert von Blücher
Wipert von Blücher, född 14 juli 1883 i Schwerin, död 20 januari 1963 i Garmisch-Partenkirchen, var en tysk diplomat. 
Wipert von Blücher deltog i första världskriget och kom i Auswärtiges Amts tjänst 1918. Han var Tysklands ambassadör i Helsingfors 1935–1944. Han var rättslärd, ej nationalsocialist, och hade på sin post utvecklat en tillgivenhet för Finland som gick långt utöver det vanliga . Han var mer en vilhelminsk preussisk gentleman. Han fick många vänner och kontakter i Finland och främjade starkt finsk-tyska kontakter. Han hade även diplomatiska uppgifter i Stockholm, Buenos Aires och Teheran.
von Blücher publicerade år 1950 boken Ödesdigra år: diplomatiska minnen från Finland 1935–1944. Boken beskriver von Blüchers roll som medlare mellan en diktatur och en demokrati och anses utgöra grunden för begreppet drivvedsteorin, enligt vilken Finland fördes in i vapenbrödraskap med Tyskland utan aktiva, strategiska beslut.
I boken beskriver von Blücher sina personliga träffar med många av tidens aktörer. Den första interaktionen han beskriver gäller Reza Pahlavi, schahen av Persien, av vilken von Blücher säger sig varit illa omtyckt.
Han skildrar i detalj och med högaktning sina många möten med marskalk Mannerheim och president Pehr Evind Svinhufvud. Andra finländska statsmän som får detaljerade beskrivningar av von Blücher är presidenterna Kallio och Ryti, statsministrarna Kivimäki, Cajander, Rangell, Linkomies och Hackzell, utrikesministrarna Holsti, Voionmaa, Erkko, Tanner, Witting, Ramsay och Carl Enckell samt övriga bemärkta statsmän såsom försvarsminister Walden, minister Procopé och president Paasikivi (under 1935-44 i huvudsak ambassadör och privatperson).